# 上維柳伊斯克區
63°27′02″N 120°17′54″E / 63.45056°N 120.29833°E
上維柳伊斯克區（俄语：Верхневилюйский улус），是俄羅斯的一個區，位於該國東部，由薩哈共和國負責管轄，始建於1935年2月10日，面積42,000平方公里，2010年人口21,661，人口密度每平方公里0.52人。